# Предраг Бобић
Предраг Бобић (Славонски Брод, 18. мај 1960), негде потписан као Драган Бобић и познат по надимку Блека је југословенски и хрватски гитариста и музички педагог. Најпознатији је као бивши басиста рок групе Забрањено пушење.

## Биографија
Бобић је рођен и одрастао у Славонском броду, а 1987. године преселио се у Загреб. Има два сина, Бојана и Марка. Године 1987. завршио је факултет за музичку педагогију, а данас ради као наставник у ОШ „Титуш Брезовачки” у Загребу.

## Музичка каријера
Каријеру гитаристе Бобић је започео крајем седамдесетих година, а први бенд у коме је био звао се Епитаф. Током осамдесетих година наступао је са многим локалним бендовима као што су Јесен, Бенд, Но.1, Брод и Аниматори. Крајем осадмдесетих година успоставио је сарадњу са сарајевским рок бендом Забрањено пушење и појавио се као гитириста гост на њиховом албуму Поздрав из земље Сафари који је објављен 1987. године. Након тога радио је са Аниматорима и паузирао са музиком.
Године 1996. заједно са Давором Сучићем и Елвисом Ј. Куртовићем поново покреће групу Забрањено пушење, распуштену почетком деведесетих година. Свирао је на четири албума групе : Филџан вишка (1997), Агент тајне силе (1999), Бог вози Мерцедес (2001) и Ходи да ти чико нешто да (2006), као и на два уживо албума : Хапси све! - live (1998) и Live in St. Louis (2004). У септембру 2008. напустио је групу Забрањено пушење након опроштајног концерта на загребачком језеру Бундек.

## Дискографија

### Забрањено пушење
- Поздрав из земље Сафари (1987) (као гост)
- Филџан вишка (1997)
- Хапси све! - live (1998)
- Агент тајне силе (1999)
- Бог вози Мерцедес (2001)
- Live in St. Louis (2004)
- Ходи да ти чико нешто да (2006)